# Мимьяг, Жан-Батист
Жан-Батист Мимьяг (фр. Jean-Baptiste Mimiague; 3 февраля 1871, Вильфранш-сюр-Мер — 6 августа 1929, Ницца) — французский фехтовальщик, бронзовый призёр летних Олимпийских игр 1900.
На Играх 1900 в Париже соревновался только в состязании на рапире среди маэстро. Он прошёл первый раунд, четвертьфинал и полуфинал, и по результатам заключительных встреч занял третье место, став бронзовым призёром Игр.